# Seniore
Seniore, dal latino seníor-ōris, comparativo di senex (in latino: "vecchio") veniva postposto nell'antica Roma a nomi propri di persona per distinguere, tra due membri omonimi di una stessa famiglia, come ad esempio Plinio il Vecchio (Plinio Seniore) e Plinio il giovane. Nell'esercito romano indicava il soldato veterano, che passava fra i seniores dopo i 46 anni e vi rimaneva, nei tempi più antichi, fino ai 60, più tardi fino alla morte.
Nell'Italia fascista Seniore era un grado della Milizia Volontaria per la Sicurezza Nazionale, corrispondente al maggiore del Regio Esercito, della Regia Aeronautica e dei Carabinieri Reali e al capitano di corvetta della Regia Marina.

## Italia fascista
In Italia, il fascismo, tra i molti riferimenti simbolici tributati alla Roma antica, utilizzò termini in uso nell'Esercito romano per la suddivisione delle proprie unità militari e paramilitari. Tra questi la centuria, che era una unità militare della Milizia Volontaria per la Sicurezza Nazionale corrispondente alla compagnia del Regio Esercito; al comando della centuria vi era il centurione, che corrispondeva al capitano del Regio Esercito.
Il grado era superiore a centurione e inferiore a primo seniore. Il seniore era al comando di una coorte, unità militare della Milizia Volontaria per la Sicurezza Nazionale che corrispondeva al battaglione del Regio Esercito. 

Distintivo di grado per seniore

## Nella Repubblica Sociale Italiana
Nel 1944, a seguito della proclamazione della Repubblica Sociale Italiana, il Partito Fascista Repubblicano (P.F.R.) si trasformò in organismo di tipo militare costituendo il "Corpo Ausiliario delle Squadre d'Azione delle Camicie Nere" (D. Lgs. n. 446/1944-XXII della R.S.I.), organizzato su base provinciale nelle Brigate nere, i cui componenti erano identificati formalmente con il termine "camicie nere".
Nella fase iniziale, nelle Brigate nere, non esistevano gradi in senso stretto, ma delle semplici cordelline indossate attorno alla spalla destra come indicatori temporanei di funzione di comando, legati al ruolo rivestito nell'operazione in corso, secondo il seguente schema:
 Comandante di Brigata
 Comandante di Battaglione o Vice-Comandante di Brigata
 Comandante di Compagnia
 Comandante di Plotone
 Comandante di Squadra
A partire dal gennaio 1945, il sistema di gradi funzionali venne abbandonato e vennero istituiti gradi permanenti, analoghi a quelli della Guardia Nazionale Repubblicana e la denominazione del grado del comandante di battaglione divenne quella di maggiore, uguale a quella dell'Esercito Nazionale Repubblicano, svolgendo le funzioni del seniore della Milizia Volontaria per la Sicurezza Nazionale.

## Staršiná
Grado con simile significato nel lessico, ma diverso nelle funzioni, è quello di Staršiná (russo: старшина́, ucraino: старши́на, da старший, stáršij, "seniore") in uso nelle forze armate russe e precedentemente in quelle sovietiche, dove fino al 1972 era il grado più alto tra i sottufficiali. Staršiná era inizialmente un grado di ufficiale dei cosacchi e tra i cosacchi dell'Ucraina, che indicava una categoria di ufficiali o una élite militare.
Durante il Regno di Russia e successivamente nell'Impero russo tra il XVII e il XX secolo il termine Volostnoi Staršiná indicava una carica amministrativa. Nel 1826 venne introdotto nell'esercito imperiale russo il grado di Vojskovoj staršina (Войсковой старшина - "Staršiná dell'Esercito") come equivalente di tenente colonnello della cavalleria cosacca.
Nella Marina Sovietica il grado venne istituito nel 1942 tra i sergenti e i nostromi.
Nell'Esercito della Federazione Russa staršiná è il grado più alto tra i sergenti ed è comparabile a quello di sergente maggiore capo dell'Esercito Italiano e dell'Aeronautica Militare Italiana.
Nelle formazioni militari cosacche registrate  della Federazione Russa il grado Vojskovoj staršina (Войсковой старшина - "Staršiná dell'Esercito") è equivalente al Podpolkovnik (tenente colonnello) dell'Esercito della federazione russa. Il grado è superiore a Esaul (Ecayл) e inferiore a Polkovnik.